# Voluta musica
Voluta musica — брюхоногий моллюск из семейства волют.

## Описание
Средний размер раковины в пределах 55—65 мм, максимальный — до 115 мм. Раковина гладкая, крепкая, обычно с хорошо выраженными аксиальными ребрами и плечами. Плечи характерны для раковин женских особей. Форма раковины мужских экземпляров менее угловатая и более вытянутая. Основная окраска раковины — белая, цвета слоновой кости, бледно-розовая или зеленовато-серая. По фону проходит сложный рисунок, состоящий из чёрных спиральных линий и чёрных точек, пересекаемых осевыми нитевидными тонкими линиями между спиральными линиями. В целом рисунок напоминает строки нотного стана, за что вид и получил своё видовое название. На внутренней части внешней губы раковины имеется несколько чёрных или коричневых пятен, обычно сгруппированных попарно. Апертура раковины широкая и косая. Внешняя губа толстая и гладкая. Тело моллюска окрашено подобно его раковине. Мантия, покрывающая раковину, имеет аналогичный рисунок.

## Ареал
Распространен в районах Гайаны, Тринидада и Тобаго, Гренады, у островов Лос-Тестигос и вдоль побережья Венесуэлы. В южных областях Карибского моря является довольно обычным видом. Редко попадается в районе Гаити, Доминиканской Республики и Пуэрто-Рико.

## Биология
Моллюски обитают на мелководье, на глубине 2—28 метров. Предпочитают крупнозернистый песчаный грунт или на мелкообломочный субстрат из сланца или кораллов. Активны ночью. В дневное время зарываются в песок. Питаются преимущественно трупами морских животных, реже — охотится на моллюсков.
Самки откладывают яйца, заключённые в студенистые прозрачные оболочки, в течение июня и июля. Откладывание яиц проходит в несколько приемов, на небольшом расстоянии от предыдущих кладок, по 5—6 яиц в каждой кладке. Из яиц выходят уже вполне сформировавшиеся моллюски с раковиной, способные к образу жизни и питанию, аналогичному взрослым особям. Естественными врагами являются омары и осьминоги.